# Petra Stuiber

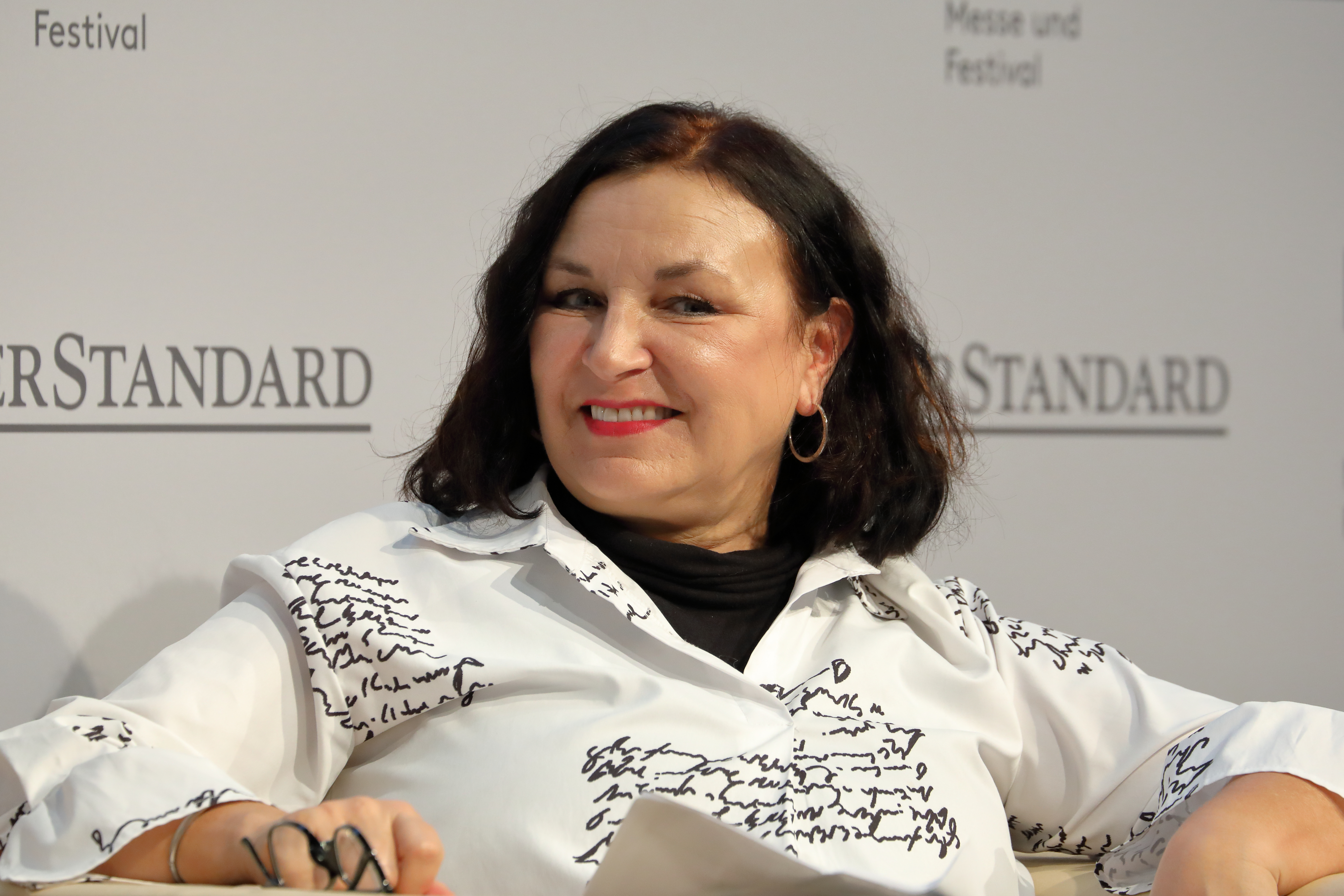
Petra Stuiber (2022)

Petra Stuiber (geboren 1967 in Mödling) ist eine österreichische Journalistin und Buchautorin. Sie ist seit 2018 stellvertretende Chefredakteurin bei der österreichischen Tageszeitung Der Standard.

## Stationen
Stuiber studierte Publizistik und Theaterwissenschaft. Ab 1988 war sie als freie Mitarbeiterin bei verschiedenen österreichischen Publikationen tätig, unter anderem für das Monatsmagazin Trend und die Tageszeitung Kurier. Ab 1993 war sie Redakteurin für Innenpolitik der Tageszeitung Der Standard, ab  1999 bei der Wochenzeitschrift Format. Sie arbeitete auch für die deutsche Tageszeitung Die Welt. 2007 kehrte sie zum Standard zurück, als Ressortleiterin für Chronik und Wien. Sie veröffentlichte zahlreiche Interviews, nicht nur mit Politikern, sondern auch mit der Historikerin Barbara Glück, dem Ball-Manager Gery Keszler oder dem Koch Andreas Wojta. Stuiber fungiert seit 2013 auch als Chefin vom Dienst, seit März 2018 auch als stellvertretende Chefredakteurin. In dieser Funktion tritt sie auch regelmäßig in TV-Sendungen auf, etwa bei der Runde der ChefredakteurInnen oder, seltener, bei der Pressestunde jeweils im ORF.
Sie ist für ihre prägnanten und fallweise durchaus provokanten Schlagzeilen bekannt, etwa Egoisten unter uns, Die mühsame Rettung der Welt, Liaison von Politik und Lüge oder Kompetenz mit Baldrian. Sie hat über nahezu alle Skandale in Österreich seit Beginn der 1990er Jahre berichtet, fallweise auch über Affären davor, beispielsweise den Noricum-Skandal, die Causa Lütgendorf und die Lucona-Versenkung, alles Skandale der Kreisky-Ära.
Anfang Oktober 2023 wurde bekanntgegeben, dass Martin Kotynek den Standard verlässt und die stellvertretende Chefredakteure Nana Siebert, Petra Stuiber und Rainer Schüller als Team die Leitung der Redaktion übernehmen.

## Auszeichnungen
- 2020: Kurt-Vorhofer-Preis für Politikjournalismus[15]
- 2020: Medienlöwin in Gold

## Publikationen
- Die schrulligen Habsburger, Marotten und Allüren eines Kaiserhauses, gemeinsam mit Konrad Kramar, Ueberreuter 1999 und  Piper 2005, ISBN 978-3-492-24347-6
- Habsburgs leere Kassen, Schulden, Pleiten, Steuertricks einer Dynastie, gemeinsam mit Konrad Kramar, Ueberreuter 2001, ISBN 978-3-8000-3825-1 (auch auf tsch.: Finanční starosti domu habsburk°u: dynastické dluhy, bankroty a daňové triky, 2002)
- Österreich in Männerhand, Ein Land als Herrenclub – und wie Frauen es trotzdem schaffen, Ueberreuter 2004, ISBN 978-3800070060
- Kopftuchfrauen, Ein Stück Stoff, das aufregt, mit Fotos von Katharina Roßboth, Czernin, ISBN 978-3-7076-0495-5